# Anton Dontschew

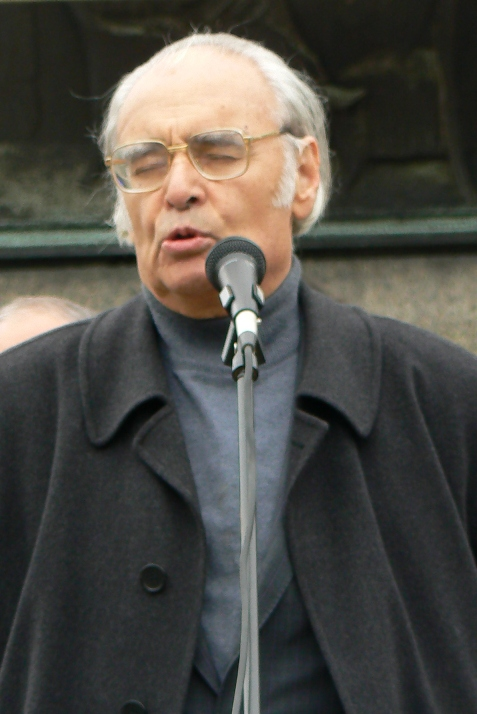
Anton Dontschew (2010)

Anton Nikolow Dontschew (bulgarisch Антон Николов Дончев; * 14. September 1930 in Burgas; † 20. Oktober 2022 in Sofia) war ein bulgarischer Schriftsteller. Er verfasste u. a. den historischen Roman «Време разделно», in deutscher Übersetzung als Schwur unter dem Halbmond erschienen. Dontschew war Mitglied der Bulgarischen Akademie der Wissenschaften.

## Leben
Da Dontschews Vater bei der bulgarischen Post arbeitete, zog die Familie oft um und wohnte unter anderem in Burgas, Zarewo, Pomorie und Weliko Tarnowo. Seine Mutter litt an Tuberkulose, weswegen er hauptsächlich unter der Obhut seiner Großmutter Srebra aufwuchs. Neben diesem Umstand war seine Kindheit nach eigener Aussage von seiner extremen Kurzsichtigkeit geprägt, die zu einer starken Isolierung führte, weil er sich bis zu seinem zwölften Lebensjahr weigerte, eine Brille zu tragen, und bis dahin seine Umwelt nur schemenhaft wahrnahm.
Er beendete 1948 das Gymnasium in Weliko Tarnowo und schrieb sich dann an der St.-Kliment-Ohridski-Universität Sofia für Rechtswissenschaft ein. Nach dem erfolgreichen Abschluss dieses Studiums im Jahre 1953 schlug er eine Stellung am Gericht von Weliko Tarnowo aus und wandte sich stattdessen der Schriftstellerei zu.

## Werke
Dontschew beschäftigte sich in seinen Romanen in erster Linie mit Ereignissen aus der bulgarischen Geschichte. Sein Werk umfasst darüber hinaus aber auch Kurzgeschichten, Theaterstücke, Drehbücher, Gedichte und Science-Fiction-Romane.

### Пробуждане („Erwachen“, 1956)
In Пробуждане, seinem ersten Roman, beschreibt Dontschew den Aufstand der Brüder Iwan und Peter Assen gegen die byzantinische Herrschaft über Bulgarien, der schließlich zur Gründung des Zweiten Bulgarischen Reiches (1186–1393) führte.

### Сказание за времето на Самуила („Legende über die Zeit von Samuil“, 1961)
Der ebenfalls fiktionale Roman Сказание за времето на Самуила behandelt die Umstände, die zum Fall Bulgariens unter byzantinische Herrschaft und damit zum Ende des Ersten Bulgarischen Reiches (681 bis 1018) führten. Bemerkenswert ist, dass Dontschew im damals totalitär regierten Bulgarien Tabuthemen wie den Einfluss charismatischer Führungspersönlichkeiten auf geschichtliche Entwicklungen thematisierte.

### Време разделно („Schwur unter dem Halbmond“, 1964)
Dontschews größter literarischer Erfolg beruht auf den traumatischen Erfahrungen der Bewohner des südbulgarischen Gebirgszuges der Rhodopen unter der ottomanischen Herrschaft. Die im Jahre 1668 angesiedelte Geschichte wird aus zwei unterschiedlichen Perspektiven erzählt; zum einen aus dem Blickwinkel des Mönches Pop Aligorko, der als Kind Zeuge der Kreuzigung des eigenen Vaters durch die Truppen der osmanischen Usurpatoren wurde. Eine andere Sichtweise vermittelt dagegen der französischen Adelige Venezianez, der während des Falls Kretas zunächst gefangen genommen wurde und sich später – mittlerweile zum Islam übergetreten – den türkischen Truppen angeschlossen hat. Der Gegenstand der Beschreibungen der beiden Erzähler überschneidet sich oft, wobei vom Autor keinem der beiden Charaktere ein Alleinanspruch auf die wahre Darstellung der Ereignisse eingeräumt wird.
Der Roman berichtet in drastischer Erzählweise über alltägliche Repressalien und Übergriffe, über willkürliche Erschießungen, Vergewaltigungen, Zwangsislamisierung und die sogenannte Knabenlese, bei der bulgarische Jungen ihren Familien entrissen wurden, um – nach einer Erziehung in türkischen Familien und Ausbildung zu Elitesoldaten – in den sogenannten Janitscharenkorps eingesetzt zu werden, oftmals gegen die eigenen Landsleute. Diese traumatischen Erfahrungen haben noch heute einen sehr hohen emotionalen Stellenwert in der bulgarischen Gesellschaft, weshalb der Roman immer wieder von links- und rechtsnationalen Kreisen für die eigene Ideologie vereinnahmt wird.
Das in 33 Sprachen übersetzte Buch verhalf Dontschew auch zu internationaler Bekanntheit. Das Drehbuch zur gleichnamigen Verfilmung des Buches stammt vom selben Autor.
Die deutsche Übersetzung des Romans erschien in der DDR unter dem Titel Schwur unter dem Halbmond, während das Buch im Westen als Manol und seine Hundert Brüder vertrieben wurde.
Das Buch soll bereits zweimal für den Literaturnobelpreis vorgeschlagen worden sein und galt seit seinem Erscheinen als ein Aushängeschild der bulgarischen Literatur des 20. Jahrhunderts. In jüngerer Zeit wird daran teils harsche Kritik laut.
So wird Dontschew insbesondere eine tendenziöse Schilderung der historischen Ereignisse vorgeworfen, wobei nicht nur die Darstellung der osmanischen Usurpatoren kritisiert wird, sondern auch die der Bulgaren, die entweder als willfährige und furchtsame Geknechtete oder aber als rachsüchtige Fanatiker beschrieben würden.
Weitere Vorwürfe zielen darauf ab, dass der Roman im Auftrag des damaligen kommunistischen Regimes geschrieben worden sei. Die in den Niederlanden lebende bulgarische Publizistin Daniela Gortschewa zitiert den mit diesem Vorwurf konfrontierten Dontschew mit den Worten:
„Mir selber wurde kein Auftrag erteilt. Ich beschloss, dieses Buch zu schreiben, nachdem Stefan Ditschew und Andrej Guljaschki abgelehnt hatten. Ich war damals ein unbekannter Autor. Und sie haben mir 75 Lewa Spesen gegeben, mit denen ich 15 Tage lang quer durch die Rhodopen reiste. Davor war ich noch niemals dort gewesen.“
Der Vorwurf wiegt umso schwerer, als das Buch im Rahmen einer Propagandakampagne eingesetzt wurde, die die gewaltsamen Vertreibungen von Angehörigen der türkischen Minderheit und der Volksgruppe der Roma in den Jahren 1964–1972 begleitete. Die Filmfassung von 1982, zu der Dontschew das Drehbuch beisteuerte, ging wiederum den von Todor Schiwkow initiierten erneuten Repressalien gegen diese Bevölkerungsgruppen in den 1980er Jahren voraus.

#### Buchausgaben in deutscher Übersetzung
- Anton Dontschew: Schwur unter dem Halbmond, Roman (Originaltitel: Vreme razdelno, übersetzt von Egon Hartmann), Neues Leben, Berlin (Ost) 1969 DNB 456480072.
- Anton Dontschew: Manol und seine hundert Brüder, Roman (Originaltitel: Vreme razdelno, übersetzt von Egon Hartmann), Govert, Stuttgart 1969 DNB 456480080 (Die „westdeutsche Version“ des gleichen Titels, eine Lizenzausgabe des Berliner Verlags Neues Leben für die Bundesrepublik Deutschland, die Schweiz und Österreich).[4]

#### Film
Das Buch wurde 1988 in Bulgarien mit großem Aufwand auf Originalschauplätzen verfilmt, der fünfstündige Film wurde aber bisher nicht in deutscher Sprache aufgeführt und ist auch nicht in einer deutschen Version auf DVD erhältlich: Originaltitel Vreme na Nasilie (Zeit der Gewalt), englisch: Time of Violence (Originalton in bulgarisch mit englischen Untertiteln, 4 Stunden, 48 Minuten).

### Weitere Werke (Auszug)
- Калоян (Kalojan, Filmdrehbuch 1963)
- Сказание за хан Аспарух, княз Слав и жреца Терес (Saga von Khan Asparuch, 1982–1992)
- Глутницата (The Pack of Wolves, Filmdrehbuch 1972)
- Изгори, за да светиш (Born to Be a Light, Fernsehserie 1976)
- Завръщане от Рим (Return from Rome, Fernsehserie 1977)
- На другата страна от огледалото (From the Other Side Of the Mirror, Filmdrehbuch 1977)
- Милионите на Приволов (Privolov's Millions, Fernsehserie 1983)
- Време разделно (Time Of the Parting, Filmdrehbuch 1988)
- Деветте лица на човека (Die zehn Gesichter des Menschen, 1989) ISBN 984-483-119-9
- Легенда за двете сърковища ISBN 954-739-703-6
- Странният рицар на свещената книга ISBN 954-739-500-9
- Николай Рьорих - Ярило слънчицето и Бога агни ISBN 954-739-226-3

## Auszeichnungen
- Balkanika, Preis für Balkanliteratur (der „Balkan-Nobelpreis“), 1999
- Blaues Band der Universität Sofia 2004[5]